# That'll Be the Day (álbum)
That’ll Be The Day es el tercer álbum de Buddy Holly de 1958 editado por el sello discográfico Decca. Este es el último álbum publicado antes de su inoportuna muerte, el 3 de febrero de 1959 y es raro de conseguirlo entre coleccionistas, el álbum está valorizado en $1000 dólares.[cita requerida]

## Grabación
Las grabaciones fueron hechas en tres sesiones diferentes que solamente acumulan tres horas de grabación, entre enero, julio y noviembre de 1956 en Bradley’s Barn Studio. De estas sesiones un solo sencillo fue publicado el 16 de abril de 1956, fue "Blue Days, Black Nights" con "Love Me" en el lado B, catalogado como 29854. "Modern Don Juan" con "You Are My One Desire" en el lado B fue editado el 24 de diciembre de 1956 con el catálogo 30166. Con ventas muy bajas convencieron a Decca a editar las canciones restantes. Los instrumentos y la voz de fondo fueron añadidos con publicaciones posteriores aún en 1984. A mediados de los años 1970 se lanzó un LP británico The Nashville Sessions, es el mejor álbum de ediciones según "Allmusic".

## Lista de canciones
| Lado A |                                               |                     |          |  |
| N.º    | Título                                        | Vocalista principal | Duración |  |
| 1.     | «You Are My One Desire» (Don Guess)           |                     | 2:23     |  |
| 2.     | «Blue Days, Black Nights» (Ben Hall)          |                     | 2:04     |  |
| 3.     | «Modern Don Juan» (Don Guess y Jack Neal)     |                     | 2:39     |  |
| 4.     | «Rock Around With Ollie Vee +» (Sonny Curtis) |                     | 2:18     |  |
| 5.     | «Ting A Ling +» (Buddy Holly o Ahmet Ertegün) |                     | 2:41     |  |
| 6.     | «Girl On My Mind +» (Jim Denny o Don Guess)   |                     | 2:18     |  |

| Lado B |                                                              |                     |          |  |
| N.º    | Título                                                       | Vocalista principal | Duración |  |
| 7.     | «That'll Be the Day +» (Buddy Holly y Jerry Allison)         |                     | 2:18     |  |
| 8.     | «Love Me» (Buddy Holly y Sue Parrish)                        |                     | 2:07     |  |
| 9.     | «I'm Changing All Those Changes +» (Jim Denny o Buddy Holly) |                     | 1:42     |  |
| 10.    | «Don't Come Back Knockin'» (Buddy Holly y Sue Parrish)       |                     | 2:14     |  |
| 11.    | «Midnight Shift» (Earl Lee y Jimmie Ainsworth)               |                     | 2:10     |  |

Las canciones que aparecen con + al final, es con los Three Tunes.

## Créditos
- Buddy Holly* — vocal & guitarra eléctrica
- Sonny Curtis* — segunda guitarra
- Grady Martin* — guitarra rítmica
- Doug Kirkham* — bajo y percusión
- Don Guess* — bajo
- Jerry Allison* — batería
- Harold Bradley — guitarra
- Floyd Cramer — piano
- Farris Coursey — batería
- E.R. “Dutch” McMillan — saxofón alto
- Owen Bradley — piano
- Boots Randolph — saxofón

## Otras ediciones
That'll Be the Day fue publicado en formato EP por Decca Records en los Estados Unidos en 1957, y por Coral Records en el Reino Unido en 1960.